# S5-HVS1
S5-HVS1 è una stella bianca di sequenza principale situata nella costellazione della Gru. Al momento della sua scoperta, avvenuta alla fine del 2019 ad opera di Sergey Koposov, professore associato di fisica all'Università Carnegie Mellon, nel corso della campagna di ricognizione nota come Southern Stellar Stream Spectroscopic Survey (S5), S5-HVS1 era la stella più veloce mai conosciuta, con una velocità stimata pari a 1755 km/s. In virtù di questo fatto, essa è stata classificata come stella iperveloce, da cui la sigla HVS1, acronimo di hypervelocity star.

## Stella iperveloce
Secondo le più recenti teorie astronomiche, S5-HVS1 fu espulsa dalla Via Lattea alla sopraccitata altissima velocità, a causa di un'interazione molto ravvicinata tra il sistema binario di cui si ritiene che  S5-HVS1 facesse parte e Sagittarius A*, il buco nero supermassiccio che si ritiene sia situato al centro della nostra galassia. Secondo un meccanismo noto come meccanismo di Hills, di cui  S5-HVS1 rappresenterebbe la prima prova dell'esistenza, tale sistema, passando nei pressi di Sagittarius A*, sarebbe stato turbato e distrutto dalle forze mareali del buco nero, con il risultato che una delle sue componenti sarebbe rimasta in orbita attorno al buco nero unendosi al cosiddetto ammasso Sagittarius A* e divenendo così una "stella S", mentre l'altra componente, ossia S5-HVS1,  sarebbe stata eiettata ad altissime velocità, divenendo una stella iperveloce. Secondo le stime, tale evento sarebbe accaduto circa 4,8 milioni di anni fa.